# Kebon Waru
Kebon Waru is een bestuurslaag in het regentschap Kota Bandung van de provincie West-Java, Indonesië. Kebon Waru telt 16.280 inwoners (volkstelling 2010).